# Helicoverpa pallida
Helicoverpa pallida är en fjärilsart som beskrevs av David F. Hardwick 1965. Helicoverpa pallida ingår i släktet Helicoverpa och familjen nattflyn. Inga underarter finns listade i Catalogue of Life.